# گمینا بوگاتنگا
گمینا بوگاتنگا (به لهستانی:  Gmina Bogatynia) یک گمینا در لهستان است که در شهرستان زگوژلتس واقع شده‌است. گمینا بوگاتنگا ۱۳۶٫۱۷ کیلومتر مربع مساحت و ۲۵٬۲۰۹ نفر جمعیت دارد.